# بيل الكسندر
بيل الكسندر (بالإنجليزية: Bill Alexander)‏ هو سياسي بريطاني وبريطاني (وحمل سابقاً جنسية المملكة المتحدة لبريطانيا العظمى وأيرلندا)، ولد في 13 يونيو 1910، وتوفي في 11 يوليو 2000. حزبياً، نشط في الحزب الشيوعي في بريطانيا العظمى.